# Mäls
Mäls là một làng của Liechtenstein, nằm ở xã Balzers.

## Địa lý
Ngôi làng, tiếp giáp với Balzers, nằm bên cạnh con sông Rhine và biên giới Thụy Sĩ.